# Pup-o, mă! 2: Mireasa nebună
Pup-o, mă! 2: Mireasa nebună este un film de comedie românesc din 2021, în regia Cameliei Popa. Continuarea comediei Pup-o, mă!. Rolurile principale sunt interpretate de Alexandru Pop, Cosmin Seleși, Alin Panc, Laura Petrescu, Florin Busuioc, Mărioara Sterian, Victor Rebengiuc, Andreea Samson, Corina Borș, Oana Ioniță, Codrina Pătru, Alexandru Georgescu, Valentin Popescu, Constantin Cojocaru, Mădălina Anea și Constantin Codrescu.  

## Rezumat
Povestea are loc în satul transilvănean Răchițele, din județul Cluj, de Ziua Lânii, în timpul căreia se spune că orice bărbat celibatar care sărută o femeie necăsătorită o va lua ca soție. Mireasa Nebună este povestea a trei frați ciobani: Tică (Alin Panc), Bică (Cosmin Seleși) și Horică (Văru Săndel), care au trecut de mult de vârsta însurătorii și vor cu disperare să pupe o mândră de Ziua Lânii.

## Distribuție
- Alin Panc - Tică
- Cosmin Seleși - Bică
- Văru Săndel - Horică
- Laura Petrescu - Velvet
- Florin Busuioc - Zmeu
- Victor Rebengiuc - Bătrânul
- Constantin Codrescu - Clarvăzător
- Mădălina Anea - Felicia
- Codrina Pătru - Mireasa Nebună
- Mărioara Sterian - Ghicitoarea satului
- Andreea Samson - Vera
- Alexandru Georgescu - Primarul
- Constantin Cojocaru - Bulibașa
- Valentin Popescu - Viceprimarul
- Corina Borș
- Oana Ioniță